# Marianne Kiefer
Pour les articles homonymes, voir Kiefer.
Marianne Kiefer (3 septembre 1928, Dresde - 4 janvier 2008, Kreischa) est une actrice allemande.

## Filmographie
- Langer Samstag (2003)
- Drei reizende Schwestern (1984-1991)
- Mensch, mein Papa…! (1988)
- Polizeiruf 100 (1987)
- Maxe Baumann aus Berlin (1987)
- Leute sind auch Menschen (1986)
- Beswingt und heiter (1983)
- Maxe Baumann (1981-1982)
- Engel im Taxi, Ein (1981)
- Ich bin nicht meine Tante (1980)
- Altes Modell, Ein (1976)
- Heiraten/Weiblich (1975)
- Toggenburger Bock (1975)
- Neues aus der Florentiner 73 (1974)
- Bermsers machen Urlaub (1973)
- Florentiner 73 (1972)